# Tel Šikmona
Tel Šikmona (hebrejsko תל שִׁקְמוֹנָה‬, Tel Šikmonah) je staroveški tel (grič) ob obali Sredozemskega morja v sodobi Haifi, Izrael.

## Zgodovina
Glavna arheološka izkopavanja je v imenu muzejev v mestni občini Haifa v 60. in 70. letih 20. stoletja opravil arheolog  J. Elgavish. Zaščitna izkopavanja je v 90. letih 20. stoletja opravila Izraelska uprava za antikvitete, ki se je osredotočila na vzhodni del bizantinskega mesta zahodno od Karmelske gore, kjer je bilo mestno pokopališče. Po letu 2010 je več sezon izkopavala skupina arheologov pod vodstvom Zinmanovega instituta za arheologijo Univerze v Haifi na čelu z Michaelom Eisenbergom in Shayem Barom. Cilji izkopavanj so bili so bili ponovno odkriti izkopane arheološke komplekse  južno in vzhodno od tela, ki jih je izkopal Elgavish, razširiti ta območja in se lotiti obsežnih ohranitvenih del, da bi ohranili starine in jih predstavili javnosti v okviru Javnega parka Šikmona. Raziskave so bile namenjene tudi preučevanju stratifikacije Tela in ustvarjanju natančnega kronološkega okvira.
Najdbe na Telu so iz bronaste dobe do poznega bizantinskega obdobja. Spodnje mesto vzhodno in predvsem južno od tela je iz poznega rimskega do bizantinskega obdobja. Nobena najdba ni iz zgodnjega arabskega obdobja, kar je arheologe pripeljalo do sklepa, da je bila Tel Šikmona opuščena pred 7. stoletjem n. št.
Šikmona (1677 dunamov = 167,7 ha) je bila leta 2008 razglašena za naravni rezervat. Manjši del rezervata  (73 dunamov = 7,3 ha) je bil hkrati razglašen za narodni park.